# Torre do Salvador

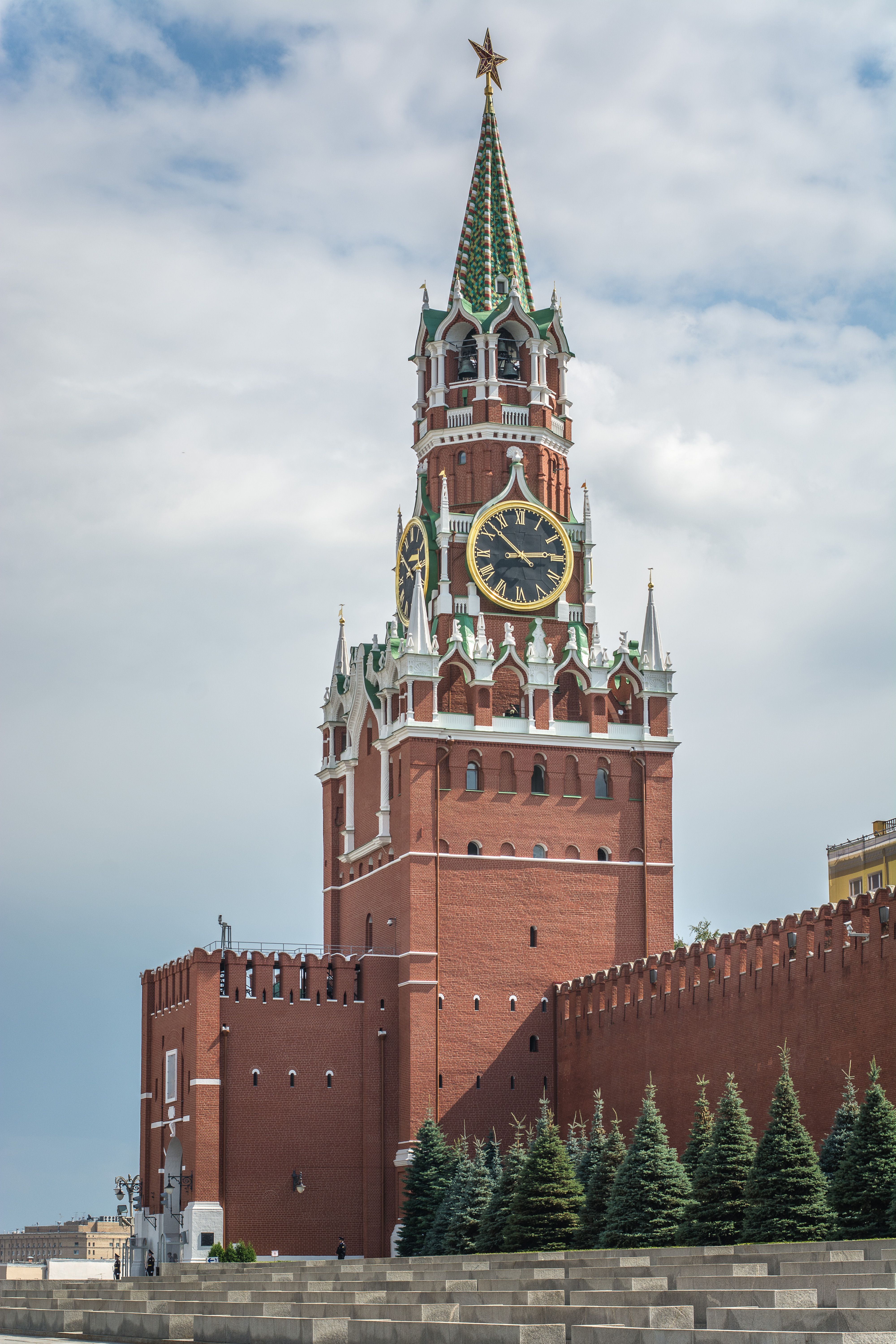
Torre do Salvador

Torre do Salvador (em russo:  Спасская башня) é a torre principal com uma passagem no meio localizada na muralha oriental do Kremlin de Moscou, com vista para a Praça Vermelha. A torre foi construída em 1491 pelo arquiteto italiano Pietro Antonio Solari.